# Nikolaj Lvov
Nikolaj Aleksandrovitj Lvov, född i Tjerentjits 1751, död 1803, var en rysk arkitekt. 
1769 kom han till Sankt Petersburg. Lvov var mycket intresserad av poesi, musik, skulptur och måleri, men arkitektur var hans huvudsakliga intresse. Han reste bland annat till Italien, Spanien, Tyskland och Frankrike.